# Domenico Raucci
Domenico Raucci (Teano, 23 aprile 1872 – Isernia, 31 maggio 1935) è stato un pittore figurativo italiano.

## Biografia
Operò in Francia (Marsiglia) negli Stati Uniti e in Molise (Isernia) occupandosi in prevalenza di soggetti religiosi.
Il suo dipinto più celebre è una deposizione di Cristo con San Francesco, datato 1908 che si trova nell'episcopio di Isernia.
In suo onore e a quello del nipote Domenico Raucci junior il comune di Isernia ha dedicato una mostra permanente nei locali di Palazzo S. Francesco ("Sala Museo Raucci").